# 黄杨钿甜
黃楊鈿甜（2007年7月9日—），四川荥经人，出生於廣東深圳，中國內地女演員。2017年6月，因在古裝劇《楚喬傳》飾演女主人公楚喬的童年時期而受到關注，以演員身份正式出道。

## 影視作品

### 電視劇／網絡劇
| 播出年度 | 劇名                   | 角色            | 備註         |
| 2017年   | 楚喬傳                 | 少女楚喬        |              |
| 2017年   | 秦時麗人明月心         | 少女公孫麗      |              |
| 2017年   | 琅琊榜之風起長林       | 少女林奚        |              |
| 2018年   | 如懿傳                 | 少女如懿/青櫻   |              |
| 2018年   | 唐磚                   | 小南            | 網絡劇       |
| 未播     | 絕密者                 | 童年金皓東姐姐  | 2018年拍攝   |
| 2019年   | 聽雪樓                 | 少女舒靖容/青冥 |              |
| 2019年   | 築夢情緣               | 少女傅函君      |              |
| 2019年   | 我的機器人男友         | 童年汪雨菲      |              |
| 2019年   | 大明風華               | 幼年孫若微      |              |
| 2020年   | 我愛甜甜圈第一季       | 甜甜圈          |              |
| 2020年   | 成化十四年             | 冬兒            |              |
| 2020年   | 重啓之極海聽雷第一季   | 小女孩          | 網絡劇       |
| 2020年   | 狼殿下                 | 紅兒            |              |
| 2021年   | 長歌行                 | 珍珠            |              |
| 2021年   | 理想照耀中國           | 八妹            | 單元《守護》 |
| 2021年   | 壯志高飛               | 童年吳迪        | 2017年拍攝   |
| 2021年   | 美好的日子             | 奮鬥            |              |
| 2021年   | 玉樓春                 | 孫小仙          |              |
| 2022年   | 新仙劍奇俠傳之揮劍問情 | 趙靈兒          | 網絡短劇     |
| 2022年   | 冰雨火                 | 少年楊玲        |              |
| 2023年   | 那些回不去的年少时光   | 罗瑗瑗          | 網絡劇       |
| 2023年   | 虎鶴妖師錄             | 少年祁嫣然      | 網絡劇       |
| 2024年   | 借宁安                 | 苏芩            | 網絡短劇     |
| 2024年   | 明日有晴天             | 路語晴          |              |
| 2025年   | 致1999年的自己         | 钱佳玥          |              |
| 2025年   | 五福临门               | 樂善            |              |
| 待播     | 山河表里               | 花骨朵          |              |
| 待播     | 人鱼                   | 蘇琳            |              |
| 待播     | 楚乔：冰湖重生         | 楚乔            |              |

### 電影
| 首映年度 | 劇名             | 角色   |
| 2022年   | 外太空的莫扎特   | 丁潔靈 |
| 2022年   | 世界上最愛我的人 | 江曉魚 |

## 綜藝節目
| 播出時間     | 節目         | 播出平台           | 簡介                                   |
| 2016年1月    | 中華文明之美 | 湖南衞視           | 參加湖南衞視文化節目                   |
| 2016年6月    | 新馬遊學團   |                    | 拿到第一名，並獲得村長頒發的簽名獎狀。 |
| 2016年8月    | 超能少年團   |                    | 真人秀節目                             |
| 2016年12月   | 零零大冒險   | 中央電視台少兒頻道 | 中央電視台智力節目                     |
| 2018年7月8日 | 瘋狂的麥咭   | 金鷹卡通           | 明星密室闖關真人秀節目                 |

## 獲獎記錄
| 頒發年份 | 獎項名稱          | 結果     |
| 個人獎項 | 個人獎項          | 個人獎項 |
| -------- | ----------------- | -------- |
| 2018年   | 第3屆最美南粵少年 | 獲獎     |

## 家庭
黄杨钿甜祖父姓黄，為上門女婿，祖母姓杨，此后父亲随母姓，而后黃楊鈿甜改回黄姓。黃楊鈿甜之父杨伟曾是公務員。黄杨钿甜之母司玲霞曾作为原告陷入一起非法集资买卖港澳通行证的案件中，黄杨钿甜舅父司亚蒙犯出售出入境证件罪，曾判处有期徒刑五年三个月，并处罚金人民币60000元。

## 事件
2025年5月，黄杨钿甜在学校成人礼活动佩戴價值230萬人民幣的格拉夫珠寶耳环，结合其家庭背景、父亲杨伟政商履历，母亲司玲霞的商业履历 引发争议， 此前其母司玲霞女士还作为原告陷入一起非法集资买卖港澳通行证的案件中, 其舅司亚蒙犯出售出入境证件罪，曾判处有期徒刑五年三个月，并处罚金人民币60000元。另一个被告人司亚朋，犯出售出入境证件罪，判处有期徒刑一年六个月，缓刑二年六个月，并处罚金人民币1000元。。
2025年5月22日，雅安市联合工作组对外发布公告称，杨伟因在雅安工作期间涉嫌违规经商办企业、在参加公开招录公务员考试和工作期间涉嫌故意隐瞒违法生育二孩等问题，被立案调查；在此期间，杨未参与2013年芦山地震的灾后重建工作，亦未涉及灾后重建项目招标、资金审批管理和慈善捐款等工作内容。
2025年7月16日，雅安市聯合工作組公布調查結果，承認楊偉在雅安工作期間違規經辦企業、違規生育二孩，但由於其已退還違法所得且已不再是雅安的公職人員，故不再予以追究；黃楊鈿甜的耳飾品牌並非格拉夫珠寶，而是仿製，同時還是其友人所贈。尽管官方公布了调查结果，认定黄杨钿甜佩戴的耳饰为友人赠送的玻璃仿制品，涉案非法获利金额仅约3万元，且未涉及灾后重建等项目，但据新浪财经报道，仍有网友质疑检测流程未能完全排除“调包”的可能，并认为对相关责任人的处罚过轻；观察者网指出，部分公众对调查结论仍持保留态度，认为部分疑点尚未得到充分解释；封面新闻等媒体也报道，舆论质疑并未因官方通报而完全平息。